# Ноябрськ (аеропорт)
Аеропорт Ноябрськ (IATA: NOJ, ICAO: USRO) — цивільний аеропорт у Ямало-Ненецькому автономному окрузі, Росія розташовано за 11 км на захід від Ноябрська.

## Приймаємі типи повітряних суден
Ан-12, Ан-24, Ан-26, Ан-74, Ил-76, Ту-134, Ту-154, Ту-204/214, Як-40, Як-42, Airbus A320, ATR-42, ATR-72, Boeing 737—400/500/800, Bombardier CRJ100, Bombardier CRJ200, Dassault Falcon 900, Embraer EMB 120, Gulfstream IV, Sukhoi Superjet 100 і більш легкі, гелікоптери всіх типів.

## Авіалінії та напрямки
| Авіакомпанія      | Пункт призначення                                                          |
| ----------------- | -------------------------------------------------------------------------- |
| KrasAvia          | Омськ, Уфа                                                                 |
| Nordstar Airlines | Красноярськ-Ємельяново                                                     |
| RusLine           | Єкатеринбург                                                               |
| S7 Airlines       | Новосибірськ                                                               |
| Utair             | Москва-Внуково Сезонний: Анапа, Краснодар, Новосибірськ, Сочі              |
| Yamal Airlines    | Москва-Домодєдово, Салехард, Тюмень Сезонний: Краснодар (з 22 травня 2019) |
| UVT Aero          | Бугульма, Казань                                                           |